# Лозова (Богодухівський район)
Лозова́ — село у Богодухівській міській громаді Богодухівського району Харківської області України.

## Географія
Село Лозова знаходиться на обох берегах річки Крисинка в місці її впадіння в річку Мерла. До села примикають села Мусійки і Новоселівка. На протівоположножном березі річки Мерла знаходиться м. Богодухів. За 6 км розташована залізнична станція Семенів Яр. Поруч проходить автомобільна дорога Р46.

## Історія
1732 рік — дата першої згадки села. 
Село постраждало внаслідок геноциду українського народу, проведеного урядом СССР в 1932—1933 роках, кількість встановлених жертв у Забродівській сільській раді — Заброди, Лозова, Новоселівка, Філатове — 459 людей.
12 червня 2020 року, відповідно до розпорядження Кабінету Міністрів України № 725-р «Про визначення адміністративних центрів та затвердження територій територіальних громад Харківської області», село увійшло до Богодухівської міської громади.
19 липня 2020 року, в результаті адміністративно-територіальної реформи та ліквідації Богодухівського району (1923—2020), село увійшло до складу новоутвореного Богодухівського району Харківської області.

## Слобожанські родоводи
У 2003 році вийшла книжка з історії Слобожанщини:
Слобожанські родоводи. Село Лозова, Богодухівський район. Збірник архівних документів 1800—1890 рр.
Державний архів Харківської області; Науково-виробничий сервісний центр «Харківський народний архів» — Харків: Райдер, 2003. — 968 с.
- ISBN 966-8246-33-0
- © Оригінал-макет ВД «Райдер»

Книга являє собою збірку метричних книг Різдво-Богородицької церкви села Лозова Богодухівського району.